# Millennium Series

Logo der Millennium-Series

Die Millennium Series (eigtl. The Millennium – European Paintball Series) oder auch EPPC (European Professional Paintball Circuit) ist die größte europäische Paintball-Turnierserie. Sie wurde im Jahr 2001 gegründet. Eine Spielsaison dauert in etwa ein Jahr und besteht aus mehreren Turnieren, die an verschiedenen Orten Europas stattfinden.

## Gruppierungen
Die Mannschaften der Millennium Serie sind je nach Fähigkeiten in Gruppen unterteilt, von denen alle bis auf die M5 Gruppe mit 7 Spielern pro Mannschaft antreten.

### CPL (Champions Paintball League)
In der Profiliga der Millennium Serie spielen 2010 die besten vierzehn CPL Teams und die besten zwei SPL Teams der letzten Saison. Sie spielen auf M7 Spielfeldern und ausschließlich gegen andere CPL Teams.

### SPL (Semi Professional League)
Die SPL wurde 2007 im Zuge einer Umstrukturierung eingeführt. Hier spielen 32 Semiprofessionelle Mannschaften um den Aufstieg in die CPL. Sie spielen auf M7 Spielfeldern und ausschließlich gegen andere SPL Teams.

### Division 1
Division 1 Teams spielen auf M7 Feldern gegen Division 1 Teams.

### Division 2
Division 2 Teams spielen auf M7 Feldern gegen Division 2 Teams.

### Division 3
Division 3 Teams spielen auf M7 Feldern gegen Division 3 Teams.

### Division M5 (5-Mann Liga)
Die 5-Mann Liga der Millenniumserie umfasste maximal 60 Mannschaften pro Turnier. Die M5 Mannschaften spielten auf M7 Spielfeldern. Seit 2012 wird dieses Format nicht mehr in der Serie gespielt.

## Spielfelder
Die Spielfelder sind ebene Rechteckige Bereiche, in denen Deckungen in Form von verschiedenen geometrischen Formen und Buchstaben aufgestellt sind. Diese müssen mindestens 150 cm von der Spielfeldbegrenzung entfernt stehen. Des Weiteren befinden sich zwei mindestens 2 Meter breite Flaggenstationen in der Mitte der hinteren Spielfeldbegrenzung. Bei der Millennium Series gab es zudem 3 Feldtypen, die sich in Größe und Anzahl der Deckungen unterscheiden. Heutzutage wird allerdings ausschließlich auf M7 Spielfeldern gespielt. 2011 wurde das Maß dieses Feldtyps von 46 × 38 m auf 46 × 36 m geändert.
| Bezeichnung | Größe (Länge × Breite) | Anzahl Deckungen |
| ----------- | ---------------------- | ---------------- |
| M7          | 46 × 36 Meter          | mindestens 35    |
| D7          | 55 × 33 Meter          | mindestens 35    |
| M5          | 55 × 20 Meter          | mindestens 25    |

## Regeln
Gespielt wird nach eigenem Regelwerk nach dem Spielprinzip SupAir.

## Turniere und Veranstaltungsorte
Die Millennium Series ist in mehrere Turniere aufgeteilt, welche in verschiedenen Orten Europas stattfinden.
| 2017 | Puget-Sur-Argens, Frankreich (Mediterranean Cup)                                             | Bitburg, Deutschland (European Masters)                | London, England (Campaign Cup)            | Paris, Frankreich (World Cup)                    |                                            |                                  |                                   |                                |
| 2016 | Barcelona, Frankreich (Mediterranean Cup)                                                    | Bitburg, Deutschland (European Masters)                | London, England (Campaign Cup)            | Paris, Frankreich (World Cup)                    |                                            |                                  |                                   |                                |
| 2015 | Puget-Sur-Argens, Frankreich (Mediterranean Cup)                                             | Bitburg, Deutschland (European Masters)                | Basildon, England (Campaign Cup)          | Paris-Chantilly, Frankreich (World Cup)          |                                            |                                  |                                   |                                |
| 2014 | Puget-Sur-Argens, Frankreich (Mediterranean Cup)                                             | Bitburg, Deutschland (European Masters)                | London-Basildon, England (Campaign Cup)   | Paris-Chantilly, Frankreich (World Cup)          |                                            |                                  |                                   |                                |
| 2013 | Puget-Sur-Argens, Frankreich (Mediterranean Cup)                                             | Bitburg, Deutschland (European Masters)                | London, England (Campaign Cup)            | Paris-Chantilly, Frankreich (World Cup)          |                                            |                                  |                                   |                                |
| 2012 | Saint-Tropez-Cannes, Frankreich (Millennium French Riviera Cup)                              | Bitburg, Deutschland (European Masters)                | London, England (London Masters)          | Disney, Frankreich (World Cup)                   |                                            |                                  |                                   |                                |
| 2011 | Paris, Frankreich (Millennium Cup)                                                           | Bitburg, Deutschland (MAXS European Masters)           | London, England (Campaign Cup)            | Disney, Frankreich (World Cup)                   |                                            |                                  |                                   |                                |
| 2010 | Málaga, Spanien (Fuengirola Beach Cup)                                                       | Bitburg, Deutschland (MAXS European Masters)           | London, England (Campaign Cup)            | Paris, Frankreich (Disney Millennium Cup)        |                                            |                                  |                                   |                                |
| 2009 | Málaga, Spanien (Fuengirola Beach Cup)                                                       | Bitburg, Deutschland (MAXS European Masters)           | Paris, Frankreich (Disney Millennium Cup) | London, England (Campaign Cup)                   | Antalya, Türkei (Millennium Sarsilmaz Cup) |                                  |                                   |                                |
| 2008 | Málaga, Spanien (Iberian Cup)                                                                | London, England (Campaign Cup)                         | Toulouse, Frankreich (World Cup)          | Nürburgring, Deutschland (MAXS European Masters) | Paris, Frankreich (Disney French Open)     |                                  |                                   |                                |
| 2007 | Toulouse, Frankreich (World Cup)                                                             | Nürburgring, Deutschland (MAXS European Masters)       | London, England (Millennium Cup)          | Charleroi, Belgien (Campaign Cup)                | Paris, Frankreich (Disney French Open)     |                                  |                                   |                                |
| 2006 | Marseille, Frankreich (World Cup)                                                            | Bitburg, Deutschland (MAXS European Masters)           | Paris, Frankreich (Disney French Open)    | London, England (Campaign Cup)                   | Madrid, Spanien (Iberian Cup)              |                                  |                                   |                                |
| 2005 | Bitburg, Deutschland (MAXS European Masters)                                                 | Amsterdam, Niederlande (Dutch Masters)                 | Paris, Frankreich (7-Man World Cup)       | London, England (Campaign Cup)                   | Madrid, Spanien (Iberian Cup)              |                                  |                                   |                                |
| 2004 | Bitburg, Deutschland (MAXS European Masters)                                                 | Amsterdam, Niederlande (Dutch Masters)                 | Toulouse, Frankreich (World Cup)          | Madrid, Spanien (Iberian Cup)                    | London, England (Campaign Cup)             | Paris, Frankreich (Camp Masters) | Oslo, Norwegen (Nordic Challenge) | Málaga, Spanien (Malaga Beach) |
| 2003 | Lissabon, Portugal (Megacampeonato)                                                          | Frankfurt am Main, Deutschland (MAXS European Masters) | Amsterdam, Niederlande (Mayhem Masters)   | Toulouse, Frankreich (World Cup)                 | Stockholm, Schweden (Joy Masters)          | London, England (Campaign Cup)   |                                   |                                |
| 2002 | Bitburg, Deutschland (MAXS European Masters)                                                 | Lissabon, Portugal (Megacampeonato)                    | Amsterdam, Niederlande (Mayhem Masters)   | Toulouse, Frankreich (World Cup)                 | Stockholm, Schweden (Joy Masters)          | London, England (Campaign Cup)   |                                   |                                |
| 2001 | Frankfurt am Main, Deutschland (MAXS European Masters) (fiel aufgrund des 11. September aus) | Toulouse, Frankreich (World Cup)                       | Stockholm, Schweden (Joy Masters)         | London, England (Campaign Cup)                   |                                            |                                  |                                   |                                |

## Internet-Hintergrund
Ursprünglich gegründet von Laurent Hamet und einer Hand voll Investoren aus der europäischen Paintball-Industrie, wurde das Millennium-Series Web-System ausgebaut: beginnend mit der Online-Team-Registrierung Anfang der 2006er Jahre, bis hin zu einem ID-Karten-System, welches international Standards setzte und so auch von der DPL, der Deutschen Paintball-Liga übernommen wurde, Teile daraus auch durch die NXL-Europe. Partiell spiele beim ID-Karten-System auch PBresults eine große Rolle.